# Sécurité durant les Jeux olympiques et paralympiques d'été de 2024
 (septembre 2024).

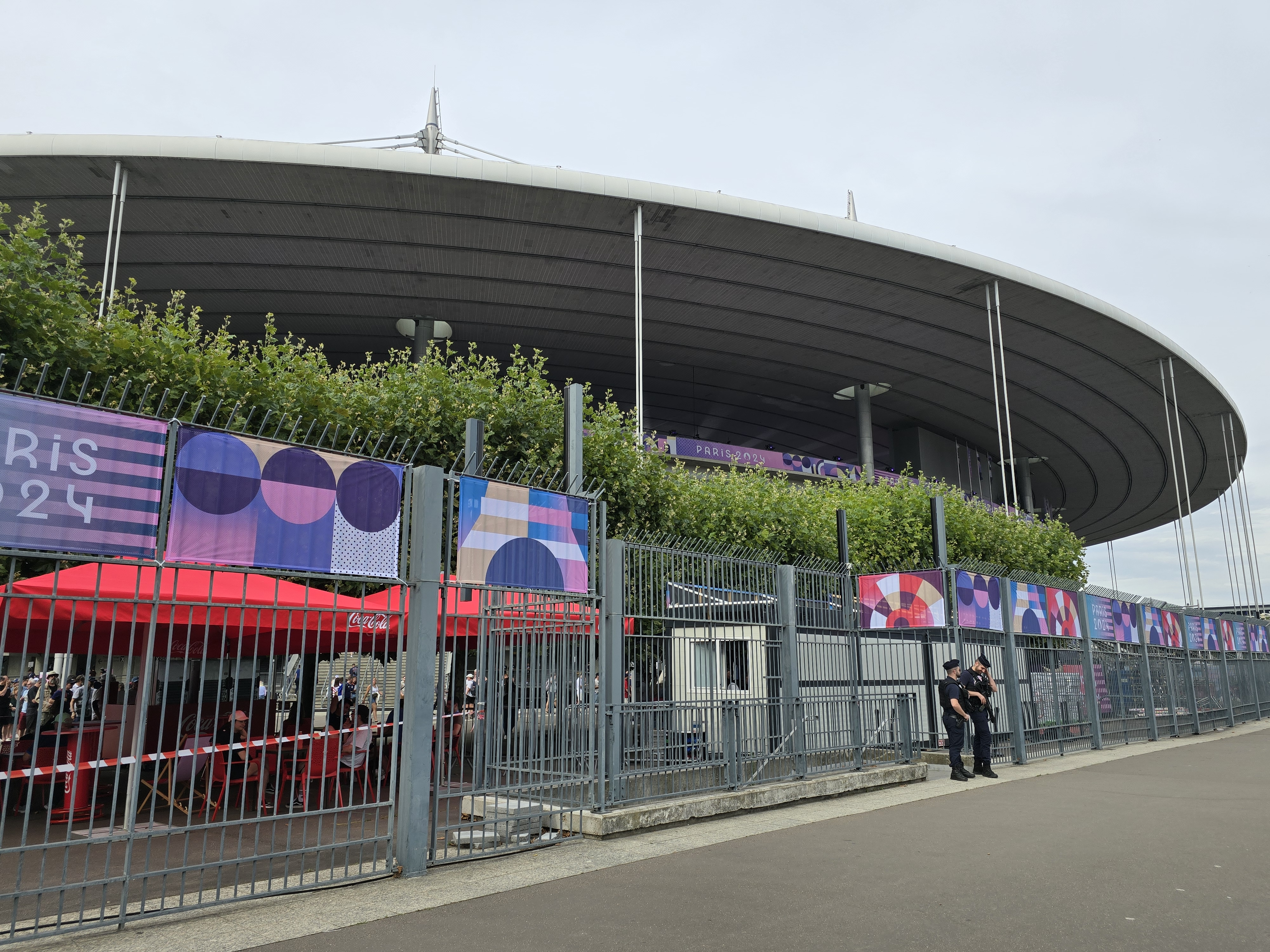
Deux policiers à proximité du Stade de France lors des Jeux olympiques d'été de 2024.

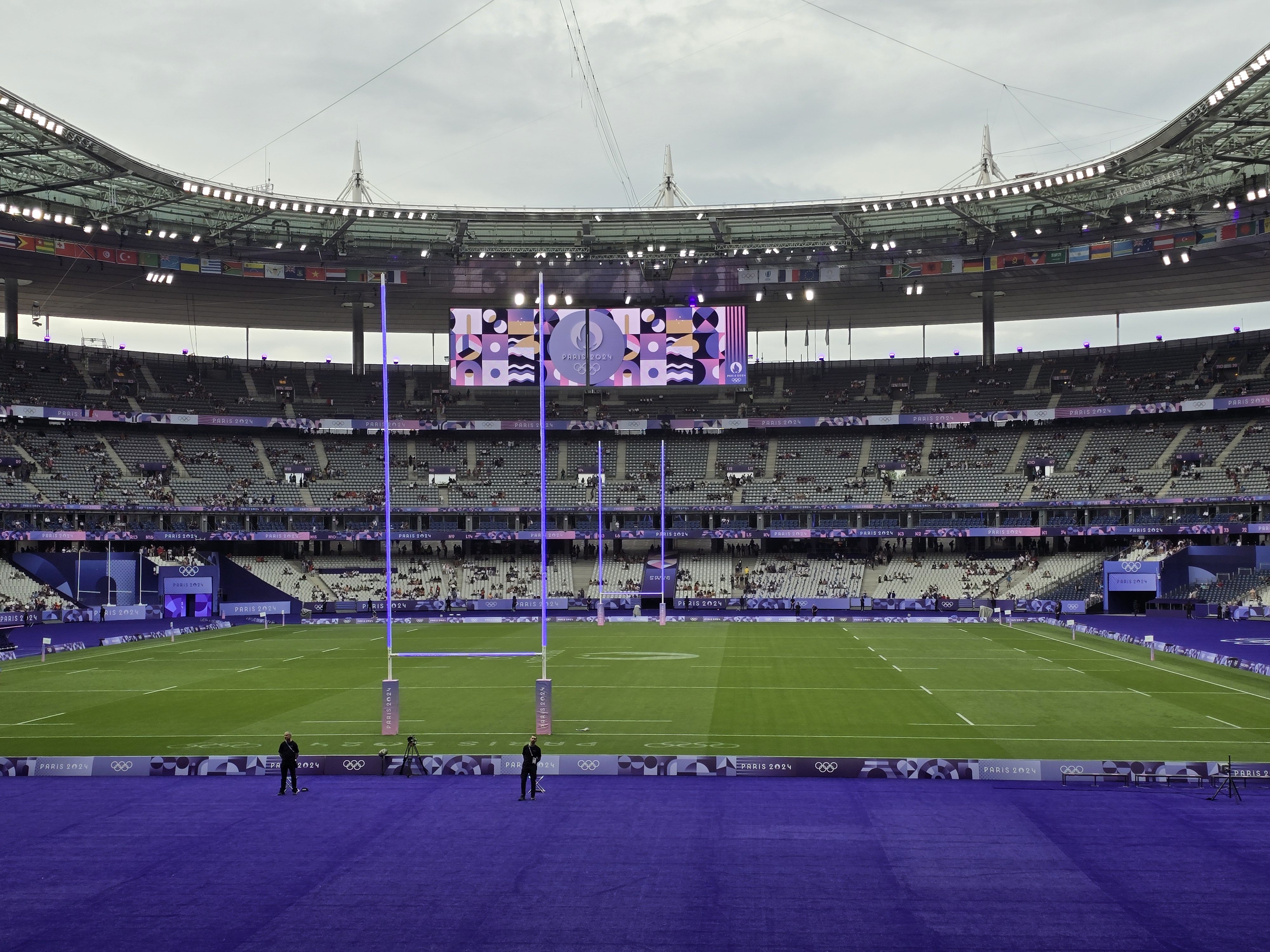
Marqué par les débordements lors de la finale de la ligue des champions en 2022 au Stade de France, la France doit se montrer capable d'organiser de grands évènements sportifs.

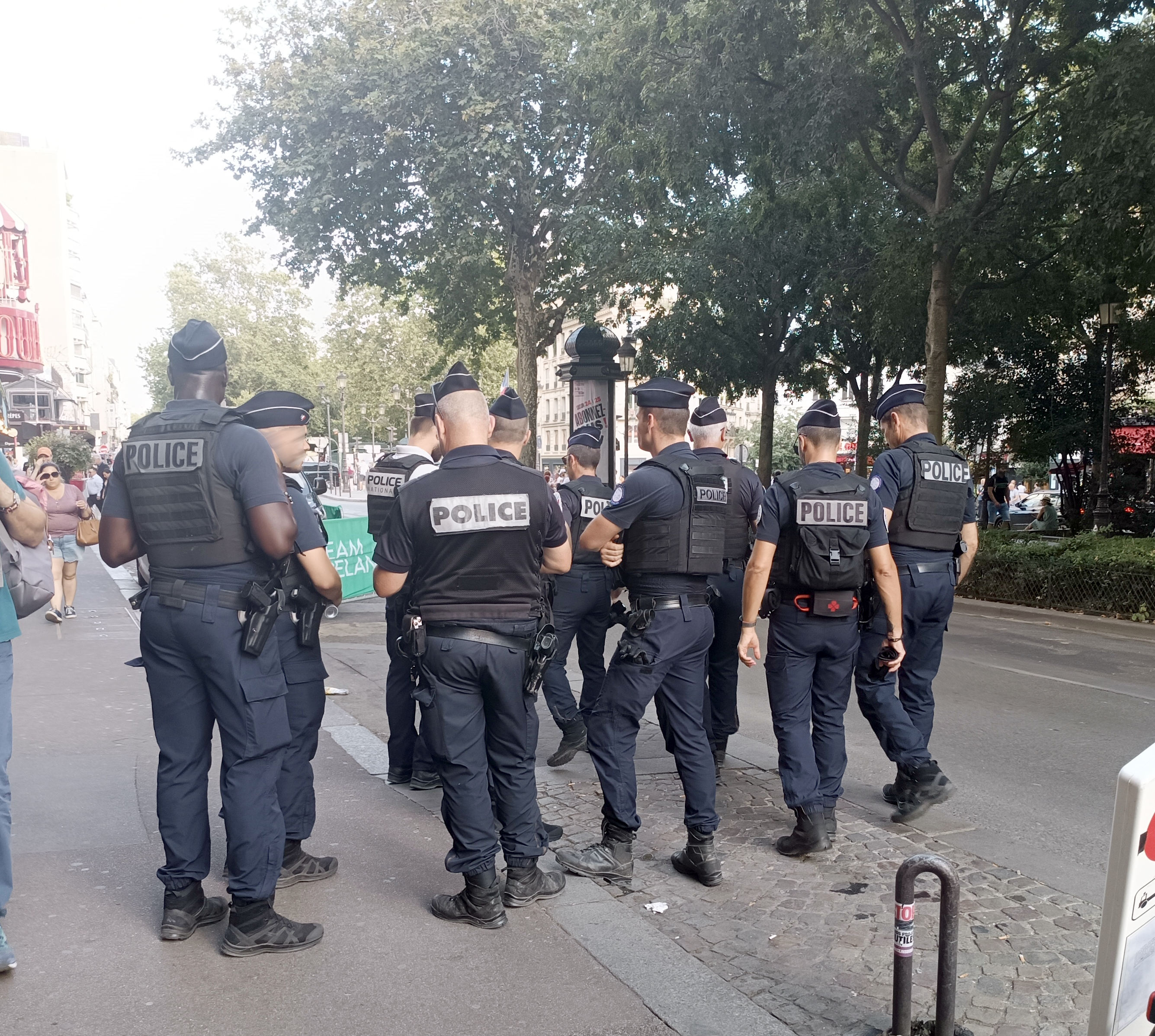
Patrouille renforcée de la police nationale durant les JO à Paris.

La sécurité durant les Jeux olympiques et paralympiques de 2024 est particulièrement complexe à gérer par les différents acteurs, étant donné l'ampleur des évènements, la très forte affluence attendue et les variétés des menaces potentielles.

## Contexte de la sécurité en France

### Émeutes de l'été 2023 et attentats terroristes
Comme tout événement de grande ampleur, les Jeux olympiques et paralympiques (JOP) 2024 feront face à des menaces et des risques spécifiques. Mais la caisse de résonance médiatique des JOP accentue les revendications politiques comme ce furent le cas lors des Jeux olympiques de 1936 ou en 1972 avec la prise d'otages des Jeux olympiques de Munich. L'image française est encore atteinte par l'organisation de la finale de ligue des champions 2022 qui avait viré au drame. L'attente internationale est donc importante lors des deux compétitions.
Les émeutes de l'été 2023 ont créé un trouble à l'échelle nationale et internationale quant à la capacité qu'à la France, à un an de la date butoir, à pouvoir accueillir les jeux en toute sérénité. Ces émeutes ont endommagé de manière légère la piscine olympique de Saint-Denis, sans pour autant changer la date de livraison de cette dernière.
Le 2 décembre 2023, L'attentat du pont de Bir-Hakeim rajoute de l'incertitude quant à la faisabilité de la cérémonie d'ouverture en plein air. Cependant, la ministre des Sports Amélie Oudéa-Castéra assure que « On n’a pas de plan B, on a un plan A dans lequel il y a plusieurs plans bis ».
Après l'attentat du Crocus City Hall, le 22 mars 2024, le plan Vigipirate est relevé à son niveau maximum.

### Loi «sécurité globale» puis«loi olympique»

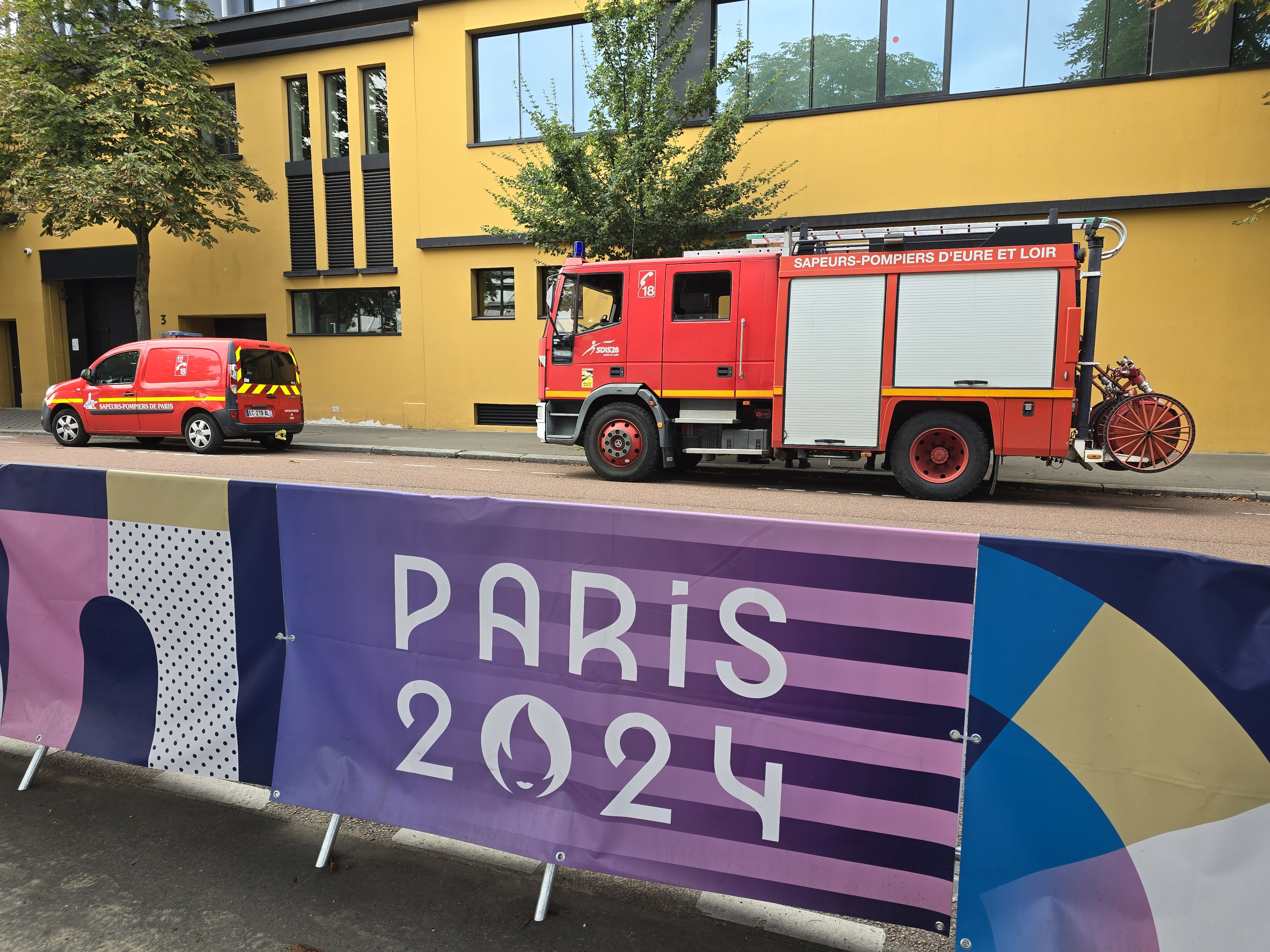
Camion de pompiers de L'Eure-et-Loir mobilisé pour les jeux.

Par ailleurs, l’élaboration de la loi « sécurité globale » avait partiellement pris en compte la complexité de la sécurité des JOP avec une disposition sur les sociétés de sécurité privée. Le député Jean-Michel Fauvergue, à l'origine du texte au parlement déclare : « Sur les JO, il nous faudra au bas mot 24 ou 25 000 agents de sécurité privée. On est loin du compte ».
La loi du 19 mai 2023 (seconde « loi olympique »), dont la moitié des 29 articles de la  du 19 mai 2023 ont trait à la sécurité. autorise l'expérimentation jusqu’au 31 mars 2025 de la vidéosurveillance algorithmique qui prévoit notamment l'installation de caméras, le déploiement de drones et la connexion de leur flux vidéo à des intelligences artificielles (IA). Ces dernières pourront détecter les mouvements de foule et les goulets d'étranglement dans les transports, ainsi que traquer des suspects prédéterminés. Le texte adopté indique que les images obtenues auront « pour unique objet de détecter, en temps réel, des événements prédéterminés susceptibles de présenter ou de révéler ces risques et de les signaler »,. Le dispositif n'a pas vocation à identifier des individus, le recours aux techniques de reconnaissance faciale ou d’identification biométrique étant exclu. Les scanners corporels pourront être utilisés pour le contrôle d'accès aux sites olympiques. Les sanctions en cas d'intrusion dans une enceinte sportive ou sur un terrain de sport sont alourdies. Durant la période des JOP, le préfet de police de Paris est l’unique préfet responsable de la sécurité et de l’ordre public en Ile-de-France.

## Organisation

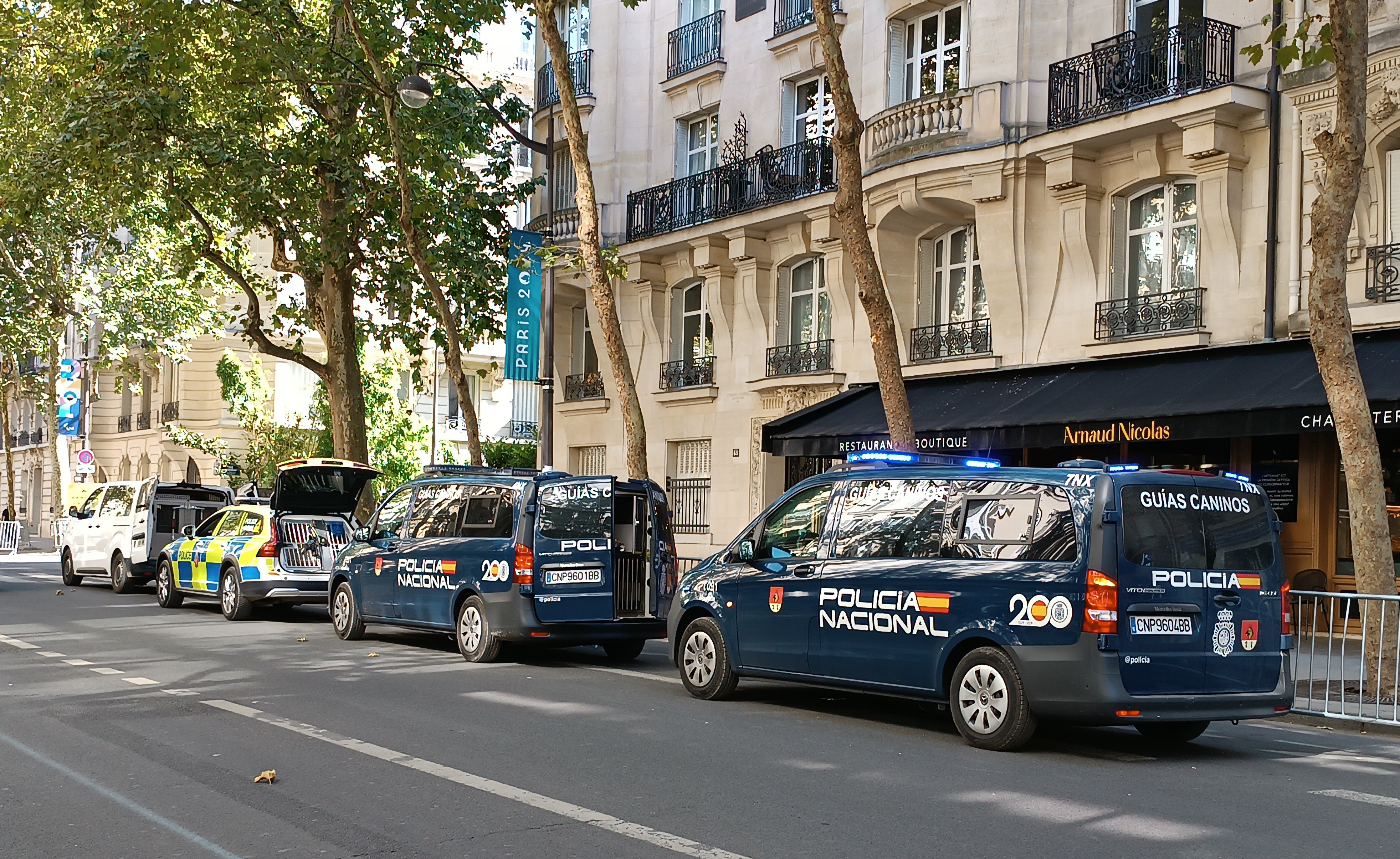
Police nationale espagnole et police britannique mobilisées durant l'évènement à Paris.

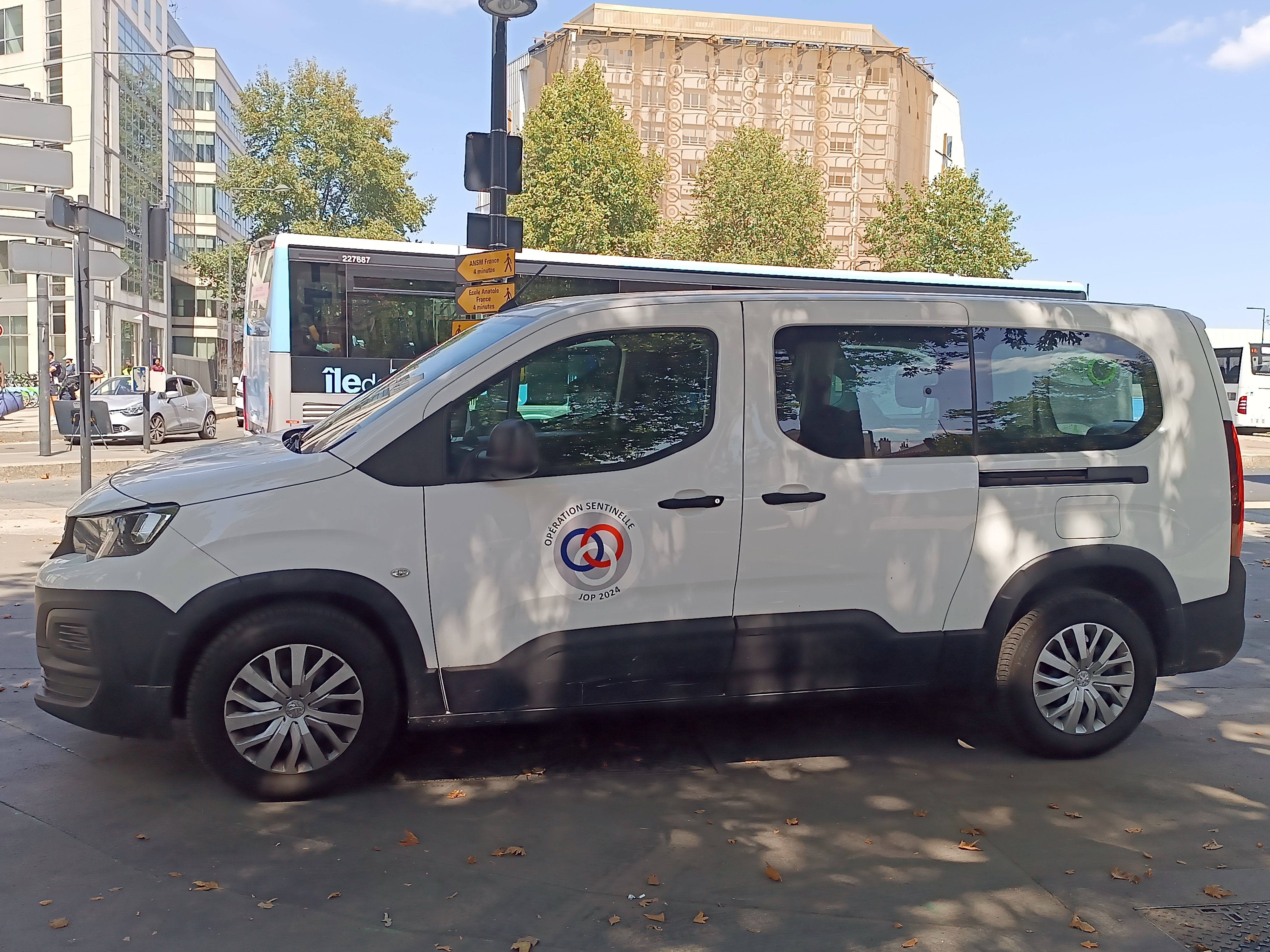
Unités Sentinelle mobilisées pour les JO

### Mobilisation de forces de sécurité
Dans la zone de responsabilité privée, le comité d’organisation des JOP prévoit 45 000 volontaires et estime un besoin de 22 000 agents de sécurité. En effet, la mobilité des foules étant un facteur majeur d’ordre public, le filtrage et l’orientation des foules seront majeures. Pour faire face à l’ensemble des risques (comme une catastrophe naturelle) et diverses menaces, le dispositif de sécurité est réparti entre trois zones. D'après le contrat du 12 janvier 2021 entre l'État et le COJOP, le comité d'organisation est responsable de la sécurité dans les sites de compétitions, le village olympique ainsi que le village des médias qui sont des zones de responsabilité privée. L'État se charge lui des zones de responsabilité publique (transports, voies de circulations...) et les collectivités locales se chargent de leur site de célébrations respectif.

#### Forces militaires
Près de 20 000 militaires, principalement de l'Armée de terre, seront déployés partout en France. Près de la moitié, 10 000 soldats seront uniquement dédiés à l'Île-de-France. Une base provisoire sera aménagée sur la pelouse de Reuilly à Paris. Elle permettra d'héberger 4 500 soldats, sous le commandement de Christophe Abad, gouverneur militaire de Paris qui dirigera les opérations depuis l'École Militaire. Le déploiement de ces forces militaires se fera dans la continuité de l'opération Sentinelle. De plus, les militaires auront pour mission la sécurisation de la zone en amont de la cérémonie d'ouverture, avec l'embarquement sur les bateaux à Ivry-Charenton.
Fin mars 2024, il est officiellement prévu que plusieurs pays étrangers, comme la Pologne par exemple, envoient des militaires et notamment des équipes cynophiles pour assurer la sécurité de l'événement.

#### Sécurité privée

Sécurité déployée
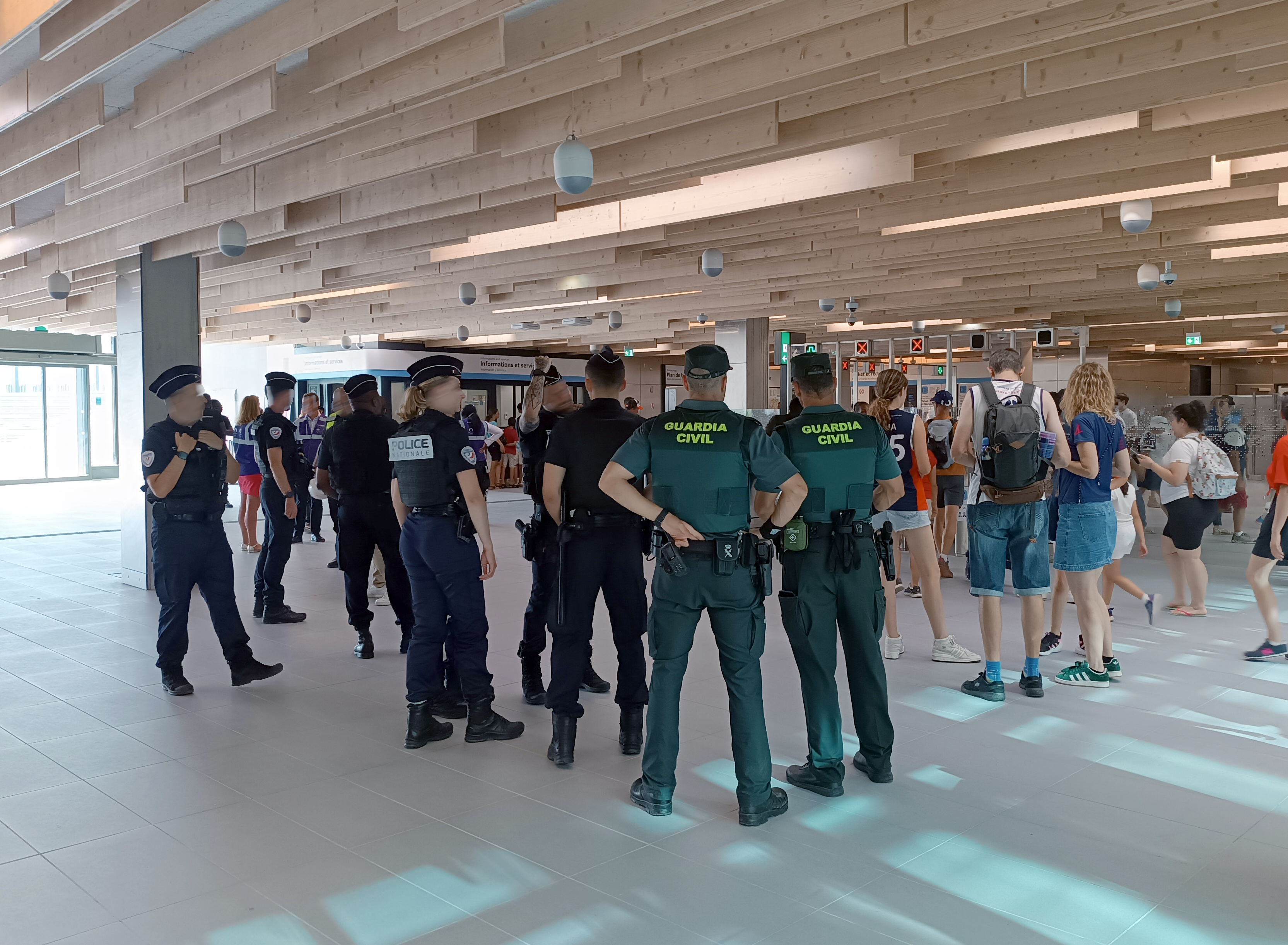
Policiers et Guardia Civil à la station de métro Saint-Denis Pleyel.
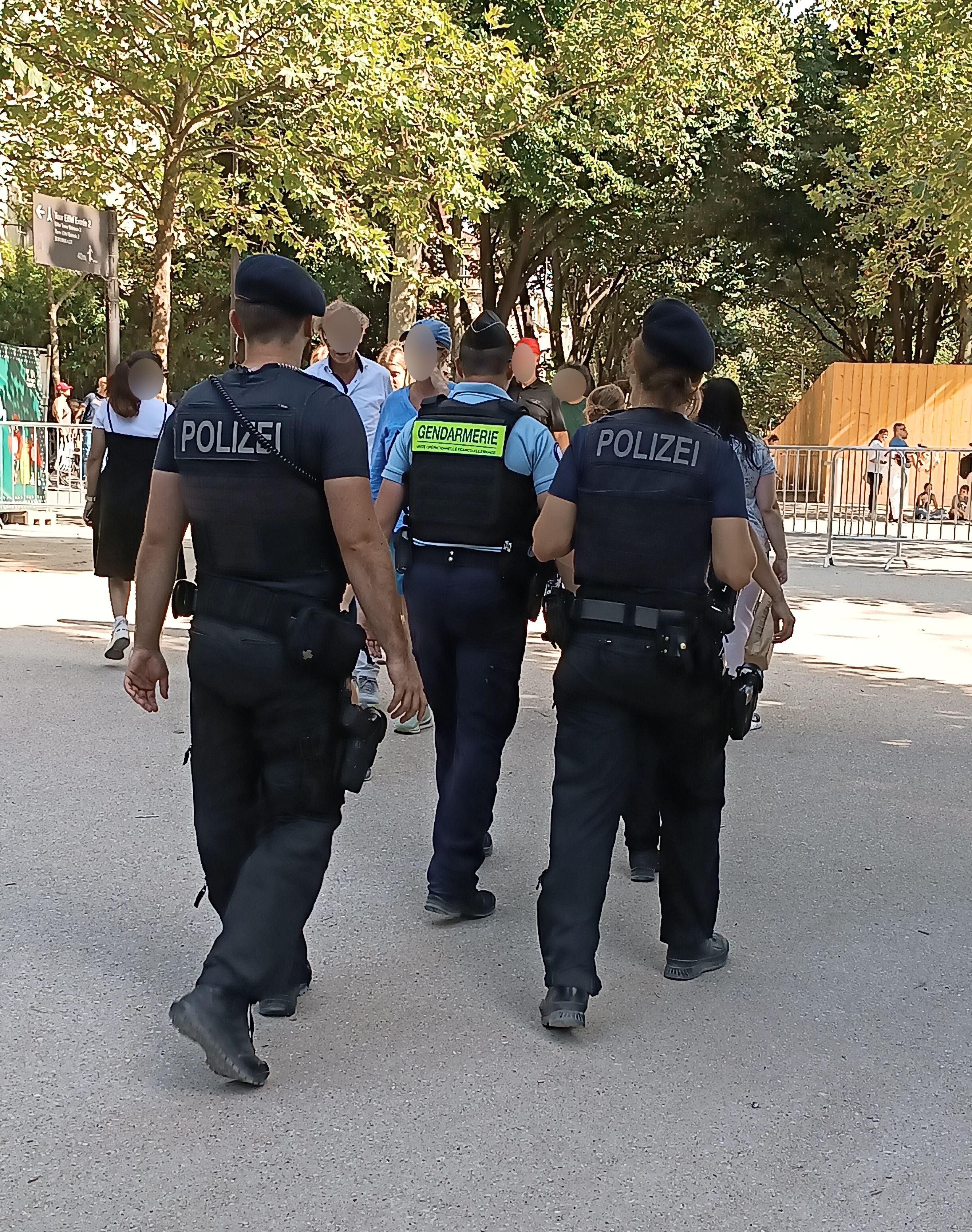
Unité franco-allemande en patrouille autour de la Tour Eiffel durant les JO.
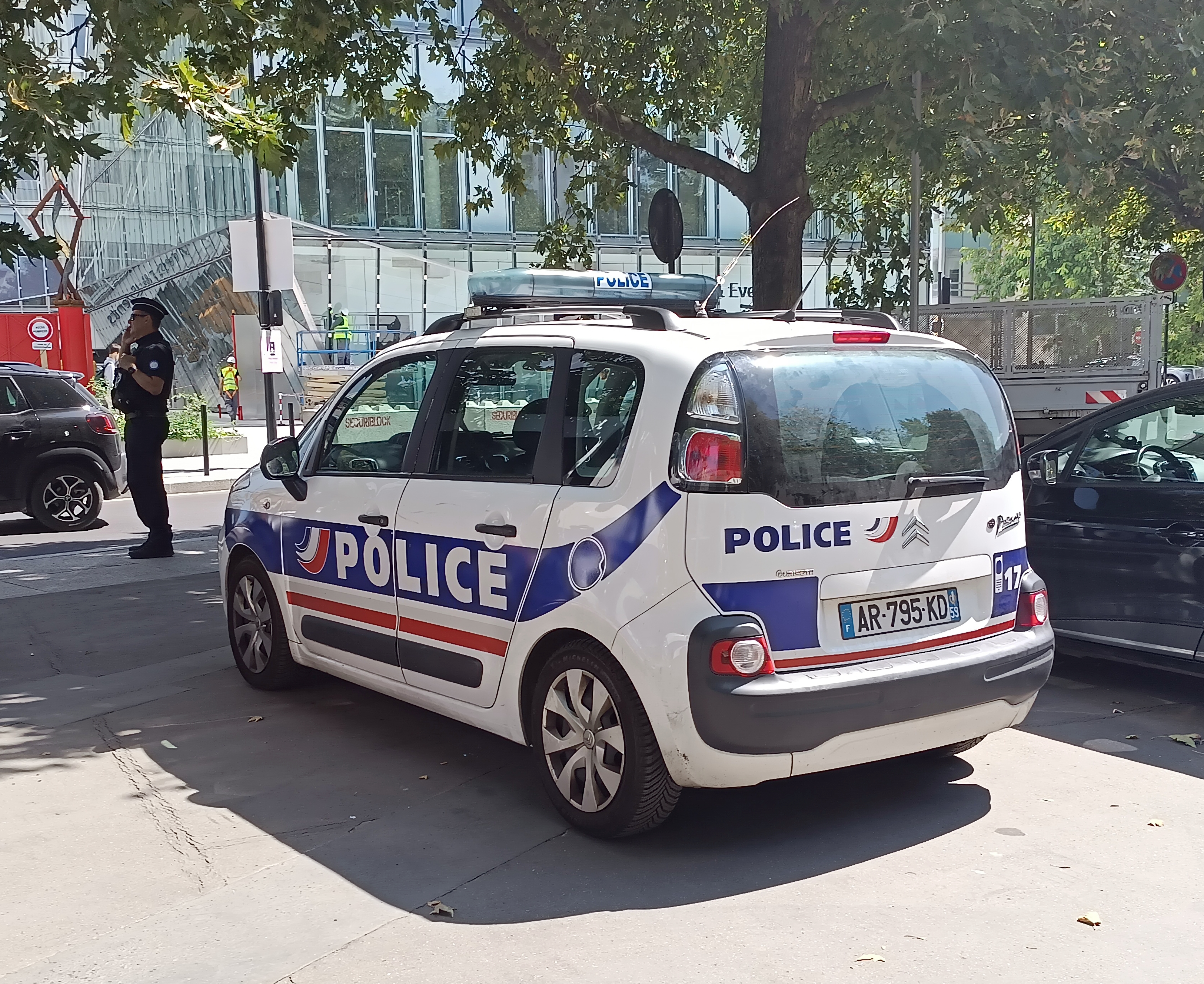
Véhicule de réserve affecté au Nord de la France, déployé à Paris pour l'évènement.
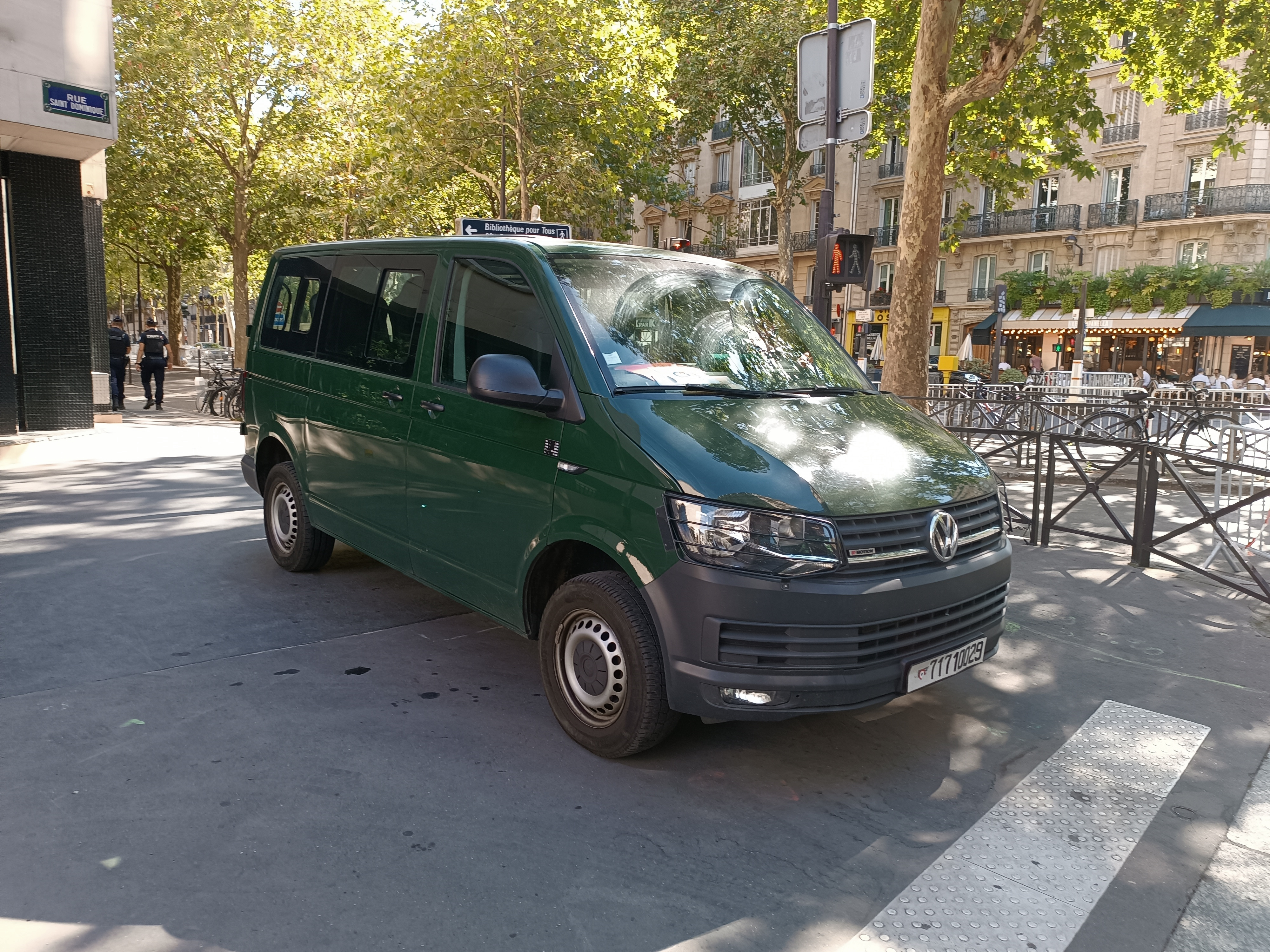
Déploiement de l'Armée de l’Air à Paris.
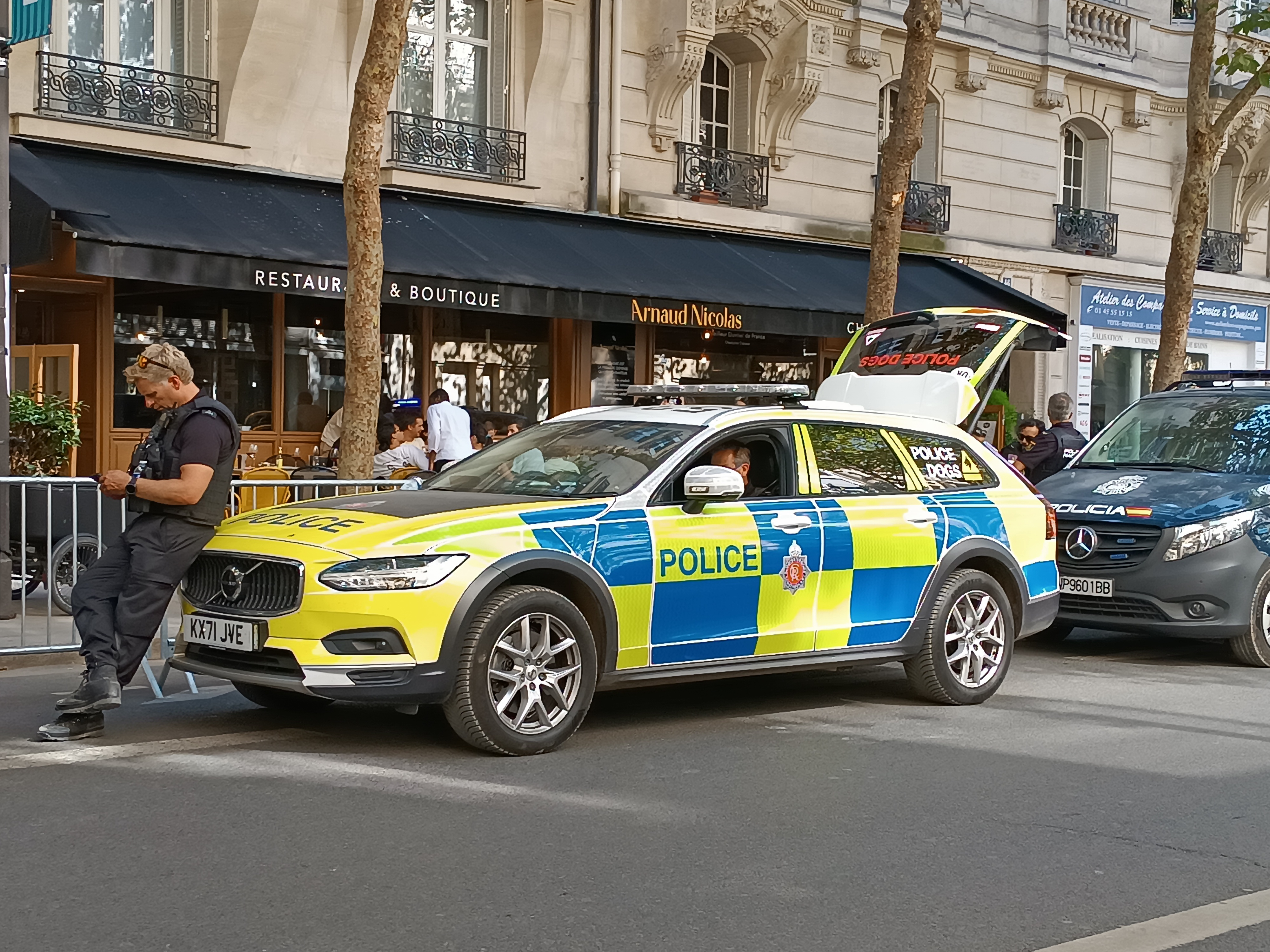
Police britannique d'une unité de chiens policiers, aux abords de la Tour Eiffel.
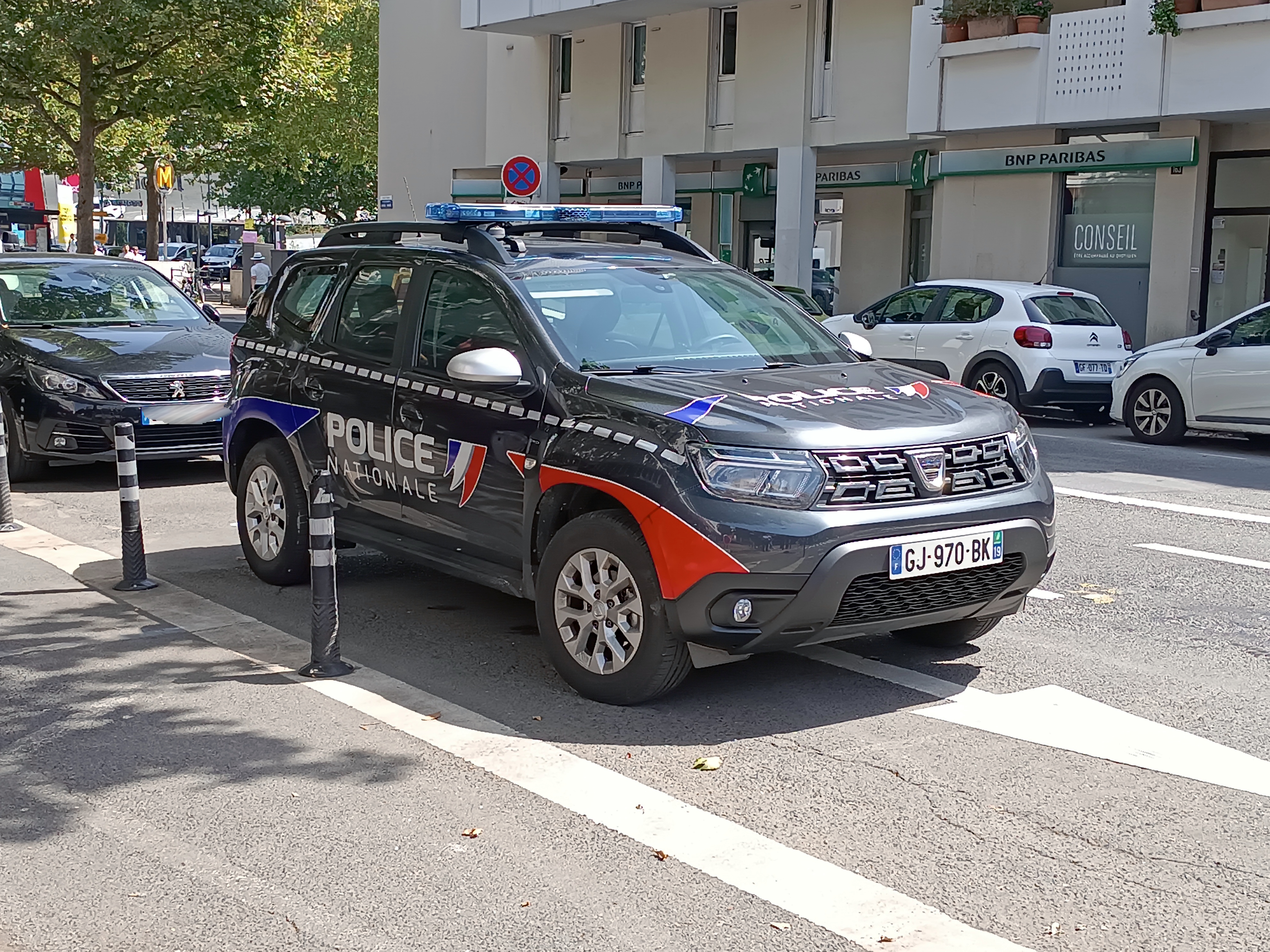
Unité de la Corrèze de la police nationale, envoyée sur la capitale, près de Saint Denis Pleyel.
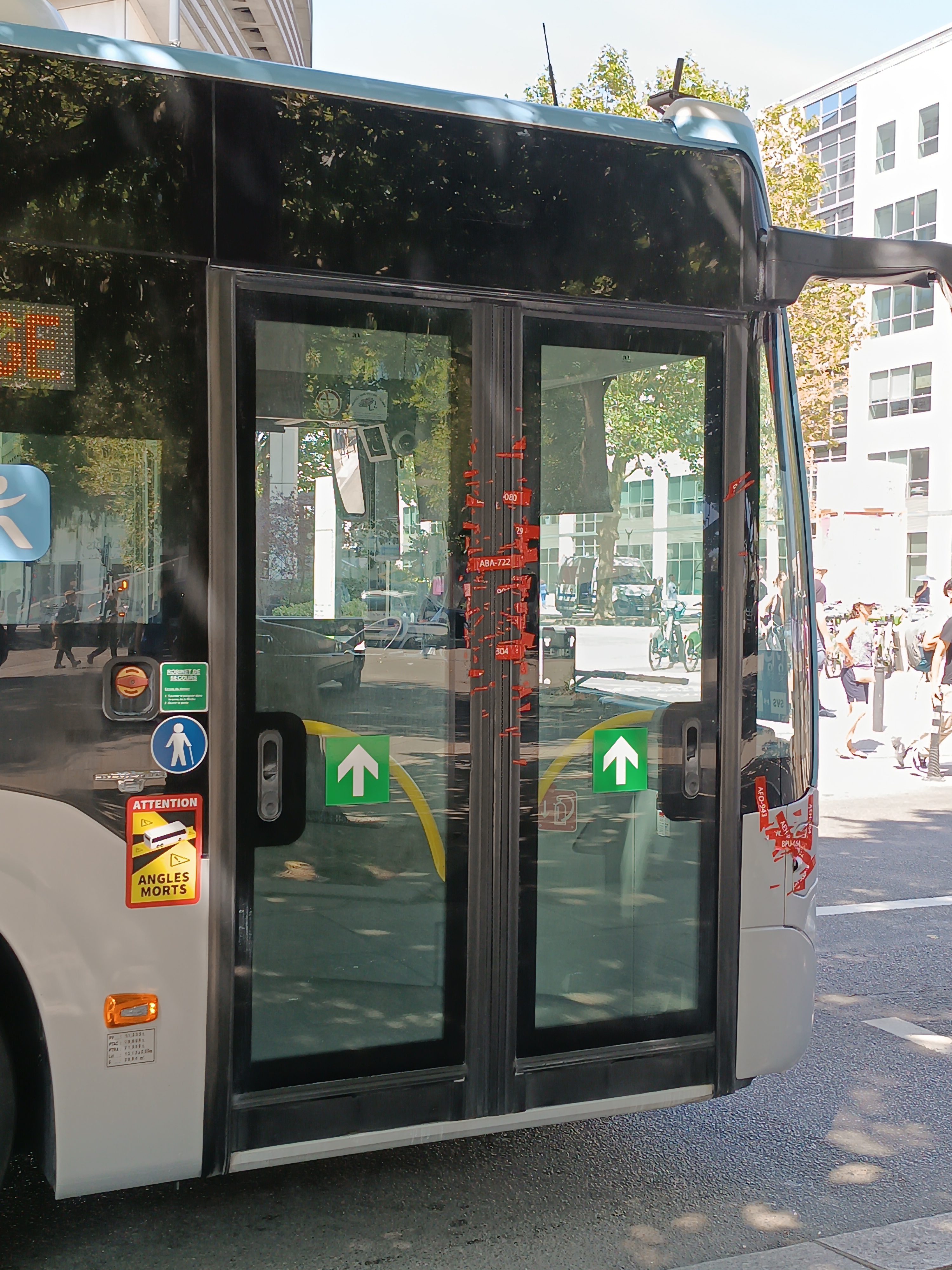
Navette quittant le village olympique, scellé par des adhésifs rouges pour éviter les contrôles durant les trajets.
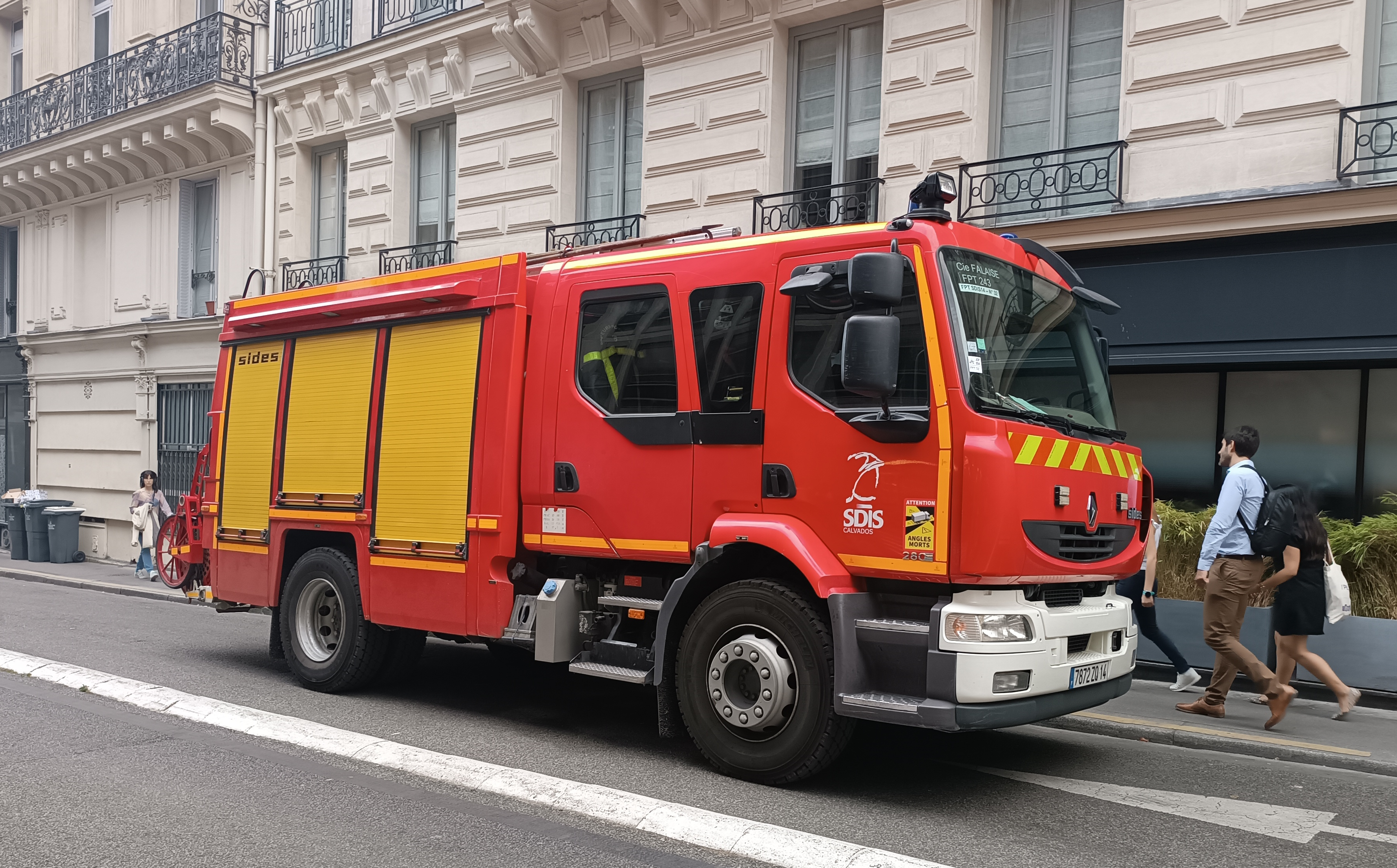
Pompiers du SDIS du Calvados, en renfort sur une caserne de la Brigade de sapeurs-pompiers de Paris.